# Surcasti
Surcasti ([ˌsuʁkɐˈʃti]ⓘ; deutsch und bis 1943 offiziell Obercastels) war eine selbstständige politische Gemeinde im Val Lumnezia im schweizerischen Kanton Graubünden. 2002 ging Surcasti zusammen mit Camuns, Tersnaus und Uors-Peiden in der neugebildeten Gemeinde Suraua auf, die seit 1. Januar 2013 zu Lumnezia gehört.

## Geographie
Surcasti liegt auf einem verkehrsgeographisch wichtigen Geländesporn (998 m ü. M.) am Zusammenfluss von Valser Rhein und Glenner (romanisch: Glogn) mit mildem, inneralpinem Klima und beeindruckend wildromantischem Charakter. Der rätoromanische Ortsname deutet auf diese Lage hin, wobei mit dem verdeutschten Ortsnamen Surcastels (= über der Burg) die dort seit der Späteisenzeit bestehende Wehranlage Burg Surcasti mit der im Mittelalter ausgebauten Kirche Sogn Luregn (deutsch: St. Lorenz) gemeint ist. Nachbargemeinden waren Uors-Peiden, Tersnaus, St. Martin (Lugnez), Vignogn und Degen.
Der Talübergang in unmittelbarer Nähe dieses strategisch günstigen Geländesporns über den Valser Rhein ist seit 1963 durch eine moderne Betonbogenbrücke von Uors nach Surcasti gewährleistet.
Das Haufendorf zeichnet sich aus durch einen Bestand an beeindruckenden Holzhäusern und gut gepflegten und erhaltenen Altbauten. Schulstandort ist der Talhauptort Vella im oberen Lugneztal.
Südlich des Dorfes liegt in einem Erlenwald der grosse Findling Crap dalla Gneida.

## Geschichte

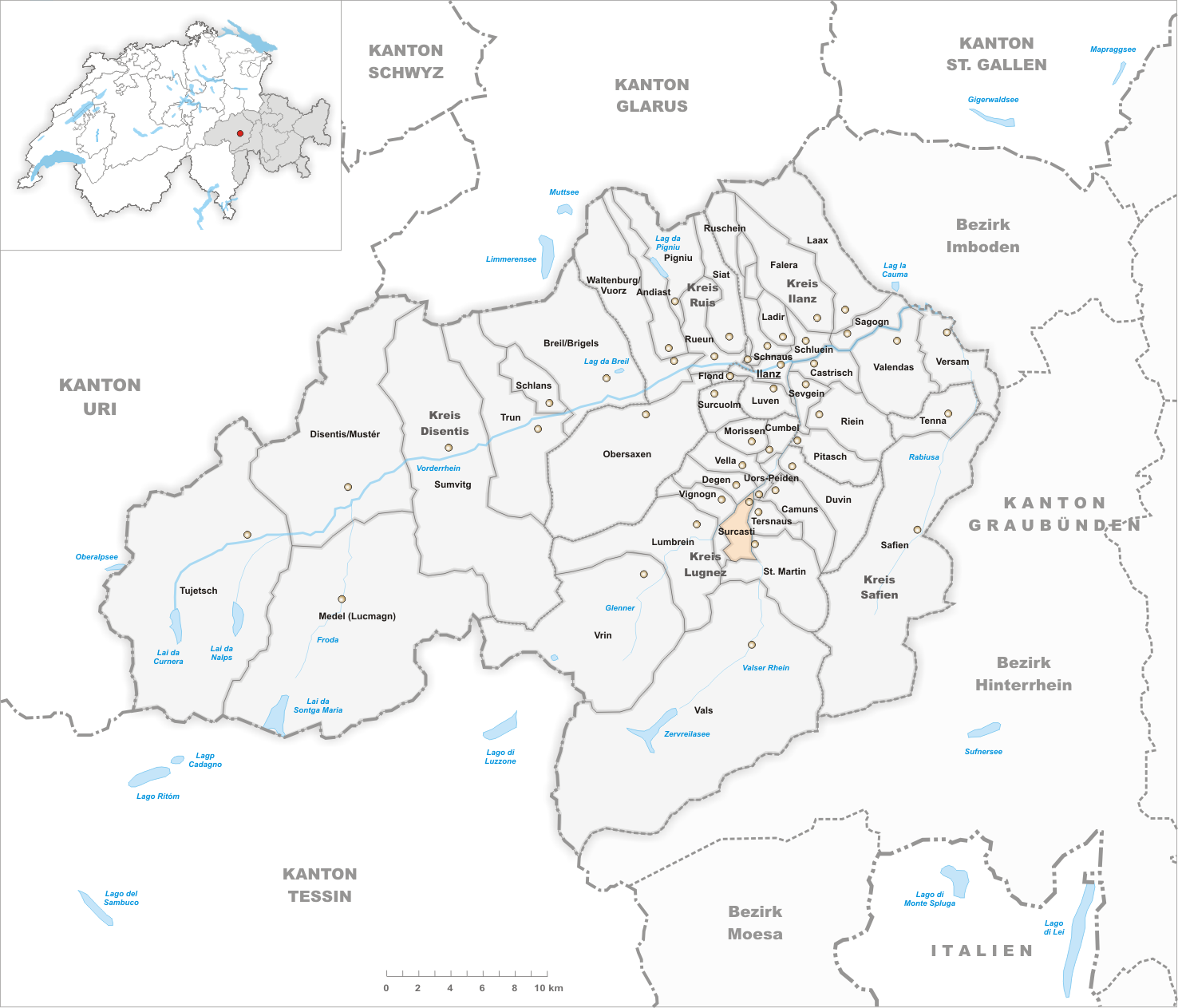
Gemeindestand vor der Fusion am 1. Januar 2002

Ein Zeugnis der Bevölkerungsgeschichte von Surcasti sind die Funde aus der späten Bronzezeit, die heute im Rätischen Museum in Chur aufbewahrt werden. Vereinzelt finden sich in der näheren Umgebung Schalen- und Zeichensteine. Die Burgstelle als bronze-, eisen- und römerzeitlicher Siedlungsplatz, der sagenumwobene Schalenstein Crap la Gneida und weitere prähistorische Spuren weisen das Gebiet als frühes Siedlungsland aus. Auch in Crestaulta bei Surin wurden Gegenstände aus der Bronzezeit gefunden. Möglich ist eine Verbindung zwischen den bronzezeitlichen Siedlungsfunden in Crestaulta und den archäologischen Funden in Surcasti. Der Passverkehr Richtung Süden und die alpine Landwirtschaft bildeten während Jahrhunderten den Haupterwerbszweig, vereinzelt auch die Suche nach Bodenschätzen und Kristallen.
Die Geschichte des Dorfes im Frühmittelalter ist unerforscht, sicher belegt ist der Ort im Reichsurbar von 840. Von den Karolingern wissen wir, dass sie das ganze Lugnez als fruchtbares Tal schätzten, das ebenso viel Zins einbrachte wie das fruchtbare Herrschaftsgebiet Domleschg. Im späteren Mittelalter besass der Bischof von Chur um 1483 grosse Teile des Lugnez. Um 1290 bischöfliches Lehensgut bei Surdengias (abgegangen) nachgewiesen. Die Vogtei über diese Gebiete hatten die Herren von Belmont, nach deren Aussterben die Grafen von Sax-Misox. 1538 erfolgte der Auskauf der bischöflichen Hoheitsrechte und Bildung einer bis 1851 bestehenden Nachbarschaft mit Vignogn.
Bis 1528 gehörte Surcasti zur Talkirche St. Vincenz Pleif und war dann Mutterkirche von Tersnaus (bis 1669), Camuns (bis 1691) sowie Uors. 1528 gelang es Uors und Surcasti eine eigene Pfarrei zu bilden, losgelöst von der Mutterkirche St. Vincenz in Pleif im Talmittelpunkt. Auf einem Felssporn zwischen Valserrhein und Glenner steht der Turm der ehemaligen Burg Surcasti, an ihn angrenzend die spätgotische Laurentiuskirche (rätoromanisch Sogn Luregn), die 1345 erstmals genannt wurde. Deren Turm aus dem 12. Jahrhundert dient der Kirche noch zu Beginn des 21. Jahrhunderts als Glockenturm. Im Dorf befindet sich im Weiteren die St.-Josephs-Kapelle, die aus dem Jahr 1689 stammt und mit Malereien von 1724 ausgeschmückt ist. Sie sind beeindruckende Werke der im Zuge der Gegenreformation wiederum erstarkten katholischen Kirche, zu denen auch die in Uors erbaute Kapelle von 1616 zu Ehren von Sankt Carlo Borromeo gehört.
Surcasti ist ein rätoromanisches Bauerndorf geblieben, mit Getreidebau vom Mittelalter bis in die 1960er Jahre, später ausschliesslich Viehzucht. 1977 bis 1985 erfolge eine Gesamtmelioration. Ab 1970 bildete Surcasti mit den oben erwähnten Dörfern die Schul- und Kulturgemeinschaft Suraua. Waldungen und Wasserzinsen sicherten die Gemeindefinanzen.
→ siehe auch Abschnitt Geschichte im Artikel Lumnezia

## Wappen
Beschreibung: In Silber (Weiss) über gezinntem schwarzen Schildfuss ein schwarzer, rot bewehrter Vogelhals.
| Wappen von Surcasti | Blasonierung: «In Silber (Weiss) über gezinntem schwarzen Schildfuss ein schwarzer, rot bewehrter Vogelhals.» |
| Wappen von Surcasti | Über der durch den Zinnenschildfuss dargestellten Burg befindet sich der Vogelhals, das Wappen der Herren von Übercastel (Surcasti). Die Farben stehen auch für den Oberen oder Grauen Bund. Seit der Fusion der Nachbargemeinden mit Suraua im Jahre 2013 gilt heute das Wappen der neu gebildeten Talgemeinde Lumnezia. |

## Bevölkerung
| Bevölkerungsentwicklung | Bevölkerungsentwicklung | Bevölkerungsentwicklung | Bevölkerungsentwicklung | Bevölkerungsentwicklung | Bevölkerungsentwicklung | Bevölkerungsentwicklung |
| ----------------------- | ----------------------- | ----------------------- | ----------------------- | ----------------------- | ----------------------- | ----------------------- |
| Jahr                    | 1850                    | 1900                    | 1941                    | 1950                    | 2000                    | 2003                    |
| Einwohner               | 162                     | 167                     | 170                     | 149                     | 75                      | 79                      |

Der Ort hatte im Jahr 2003 79 Einwohner, deren Umgangssprache das Rätoromanische ist.

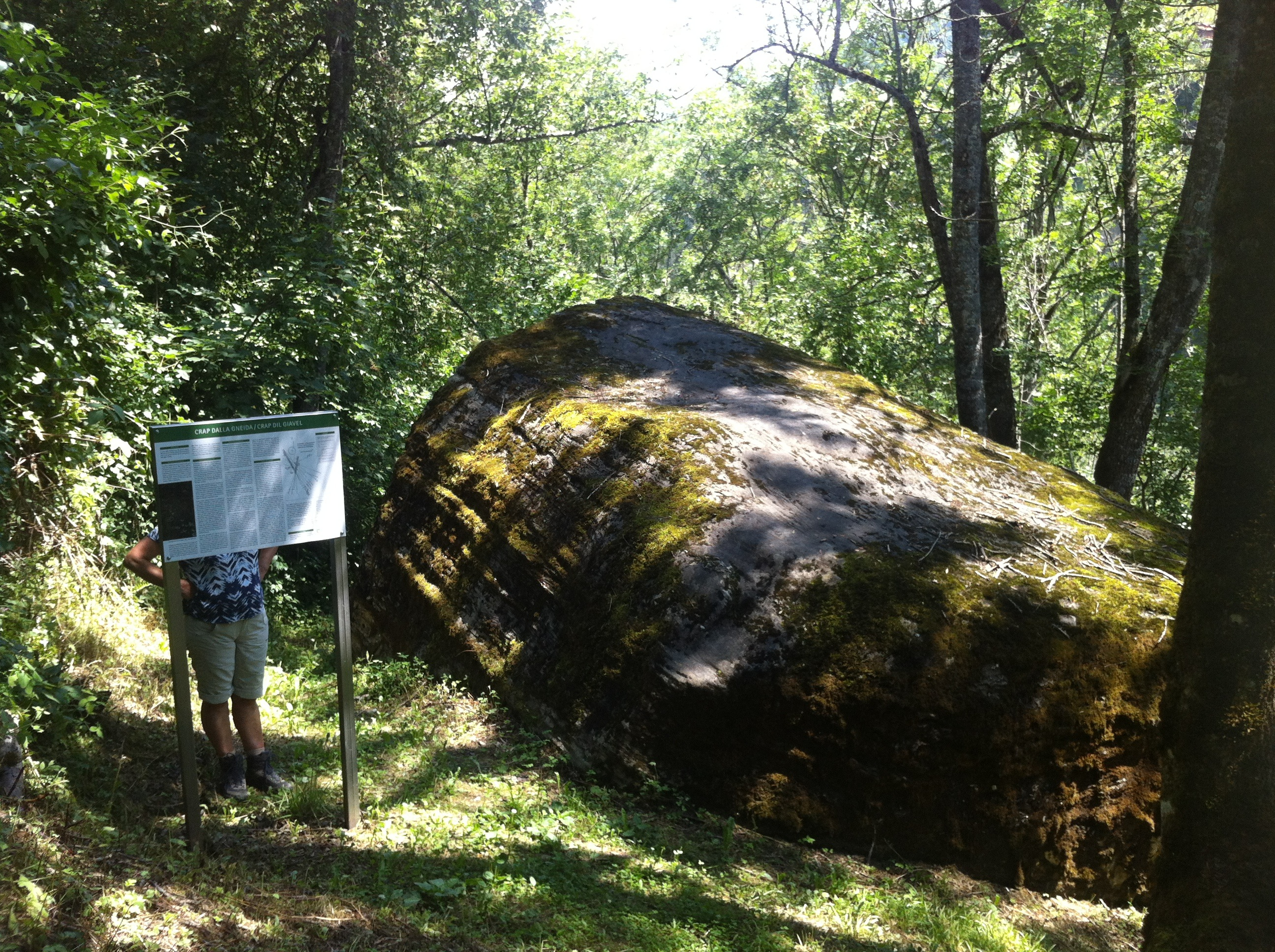
Schalenstein Crap dalla Gneida

Die Bevölkerung findet Erwerb in der Landwirtschaft, im Tourismus und Vereinzelte im Gewerbesektor. Bedingt durch die Abwanderung ist heute eine Überalterung der Bevölkerung feststellbar und eine periodische, saisonale Besiedlung durch Zweitwohnungsbesitzer und Feriensuchende.

## Sehenswürdigkeiten
- Katholische Pfarrkirche Sankt Laurentius[2]
- Etwa 700 Meter südlich von Surcasti liegt in einem steilen Abhang ein grosser sagenumwobener Felsblock, der Crap dalla Gneida.[3]

## Bilder

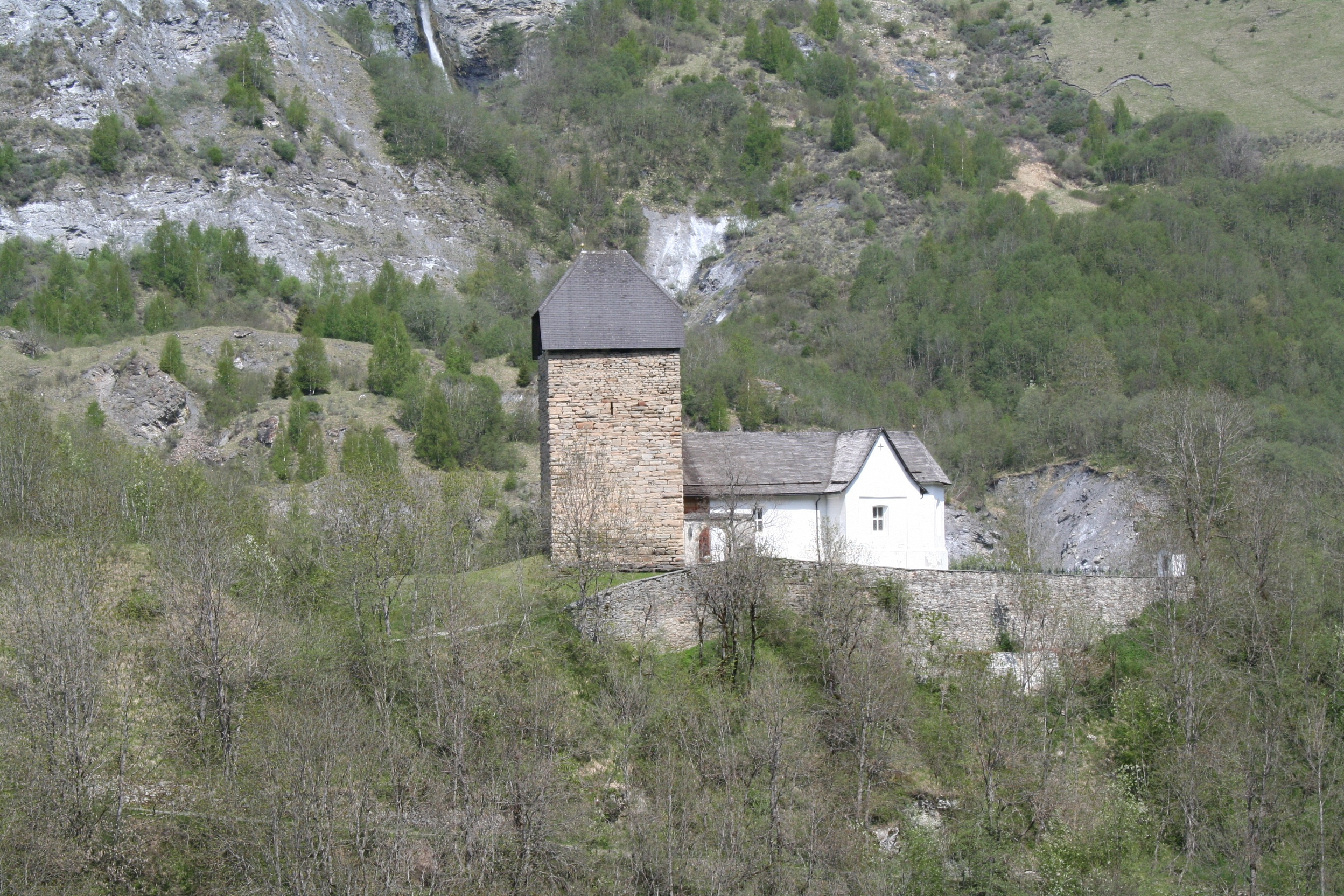
Burg Surcasti und Laurentiuskirche
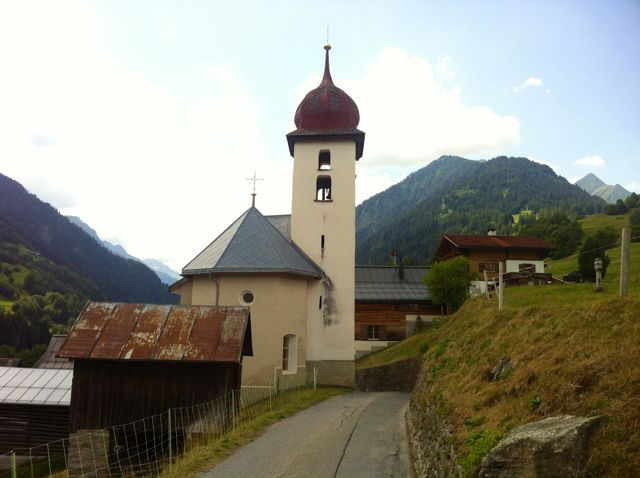
Surcasti mit Kirche Sogn Giusep
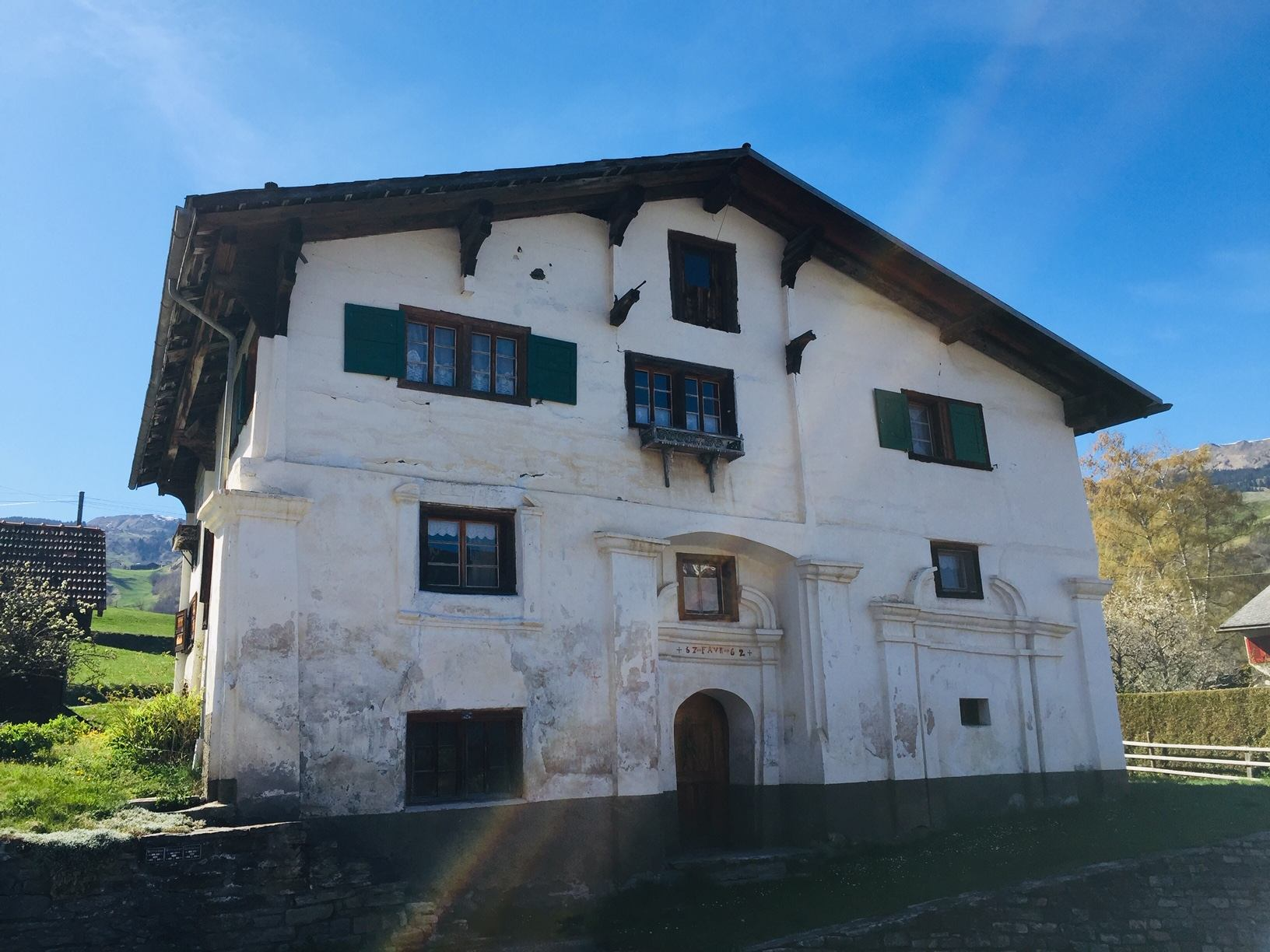
Barockhaus an der Via Crest aus dem Jahre 1762